# Beatrice Hastings

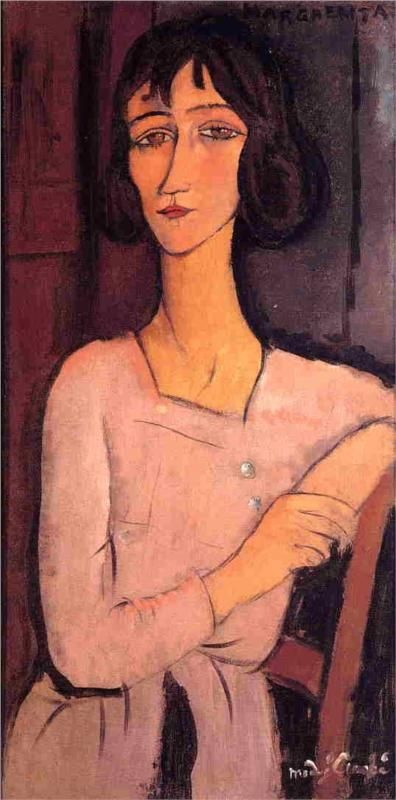
Portret door Modigliani

Beatrice Hastings, eigenlijk Emily Alice Haigh (Londen, 12 mei 1879 - Worthing, West Sussex, 30 oktober 1943) was een Engels schrijfster, dichteres, journaliste en kunstcriticus. Ze werd vooral bekend als muze en model van Amedeo Modigliani.

## Leven

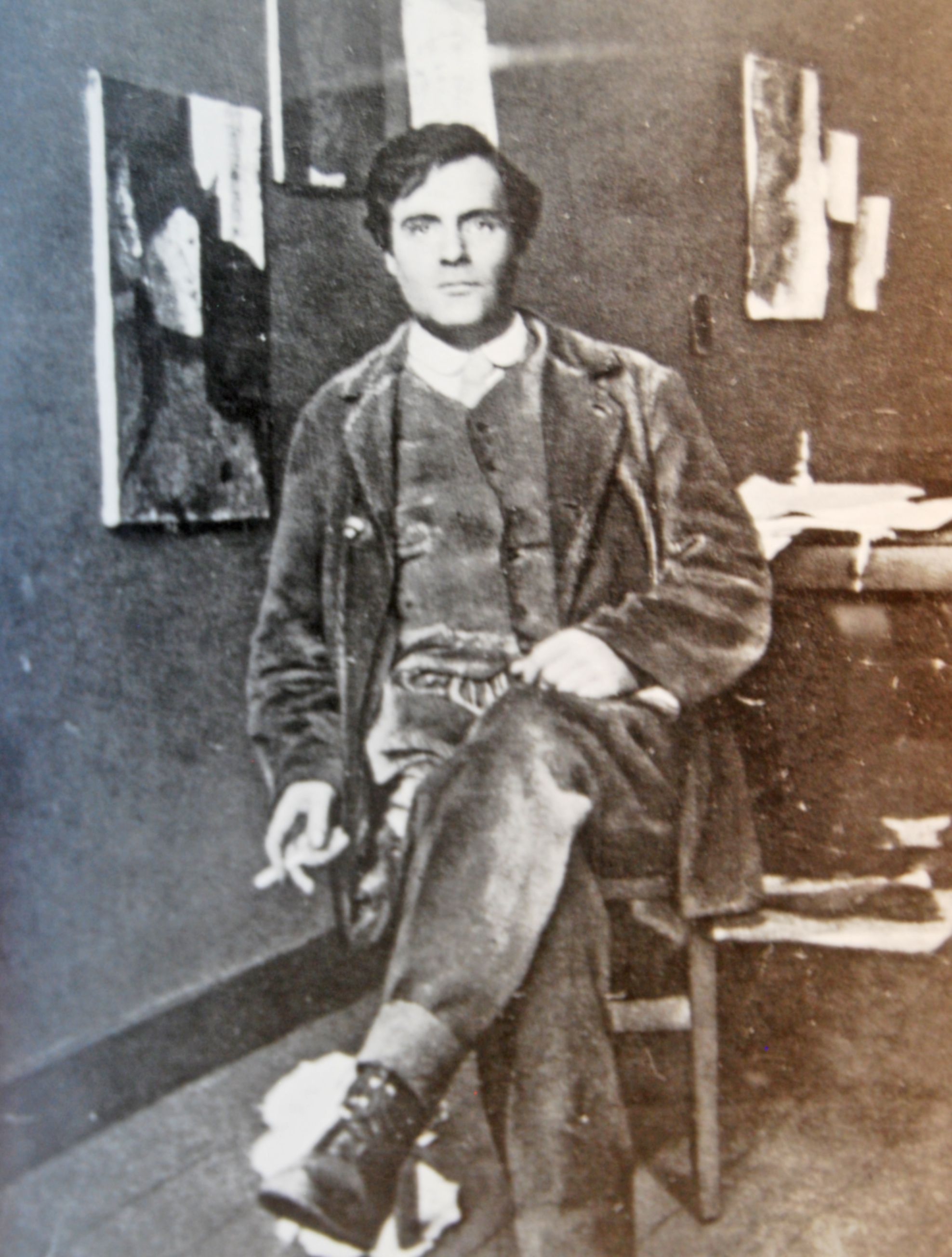
Modigliani, met links van hem een portret van Hastings

Beatrice Hastings was de dochter van grootgrondbezitter William Haigh en groeide op in Zuid-Afrika. Van 1896 tot 1899 studeerde ze literatuur aan het Queen's College te Oxford. Aan het begin van de twintigste eeuw verwierf ze enige bekendheid met het schrijven van gedichten en korte verhalen, onder verschillende pseudoniemen. Samen met Katherine Mansfield, met wie ze korte tijd een lesbische relatie had, propageerde ze het 'essay writing' als een nieuwe vorm van literatuur. De meeste van haar gedichten en verhalen verschenen in het literaire tijdschrift The New Age van uitgever Alfred Richard Orage, met wie de biseksuele Hastings een langdurige relatie had. Ook had ze een tijd lang een verhouding met schrijver-kunstenaar Wyndham Lewis.
Na het uitbreken van de Eerste Wereldoorlog verhuisde Hastings naar Parijs om er als columniste te werken voor The New Age. Via haar vriend Max Jacob werd ze daar al snel opgenomen in de kringen van kunstenaars en bohemiens, die zich ophielden in de wijk Montparnasse. In juni 1914 leerde ze daar de Italiaanse kunstschilder en beeldhouwer Amedeo Modigliani (1884−1920) kennen. Al snel deelden beiden een appartement en twee jaar lang zouden ze een intensieve liefdesrelatie hebben. In deze periode zat ze ook meermaals voor Modigliani model, voor zover bekend voor veertien portretten. Gedurende hun turbulente relatie nam Modigliani's alcohol- en opiumgebruik echter sterk toe, onder invloed van diens vrienden Maurice Utrillo en Chaim Soutine, hetgeen geregeld voor spanningen zorgde in hun relatie. In 1916 verliet Modigliani haar voor de jonge kunststudente Jeanne Hébuterne (1898−1920), waarna ze een korte, maar stormachtige relatie aanging met de veel jongere schrijver Raymond Radiguet (1903−1923). Radiguet zou later de persoon van Marthe in zijn roman Le Diable au corps naar haar modelleren.
In de jaren twintig keerde Hastings terug naar Engeland. Tijdens haar latere leven zou ze regelmatig getuigen van een zekere verbittering, vanwege het gebrek aan literaire erkenning. Ze verweet dat met name haar vroegere minnaar Orage, die haar systematisch buiten het Engelse literaire circuit zou hebben gehouden. In 1936 schreef ze een fel pamflet tegen hem.
In 1943 pleegde Hastings zelfmoord, nadat kort tevoren kanker bij haar was geconstateerd. Ze was 64 jaar oud.

## Portretten van Hastings door Modigliani

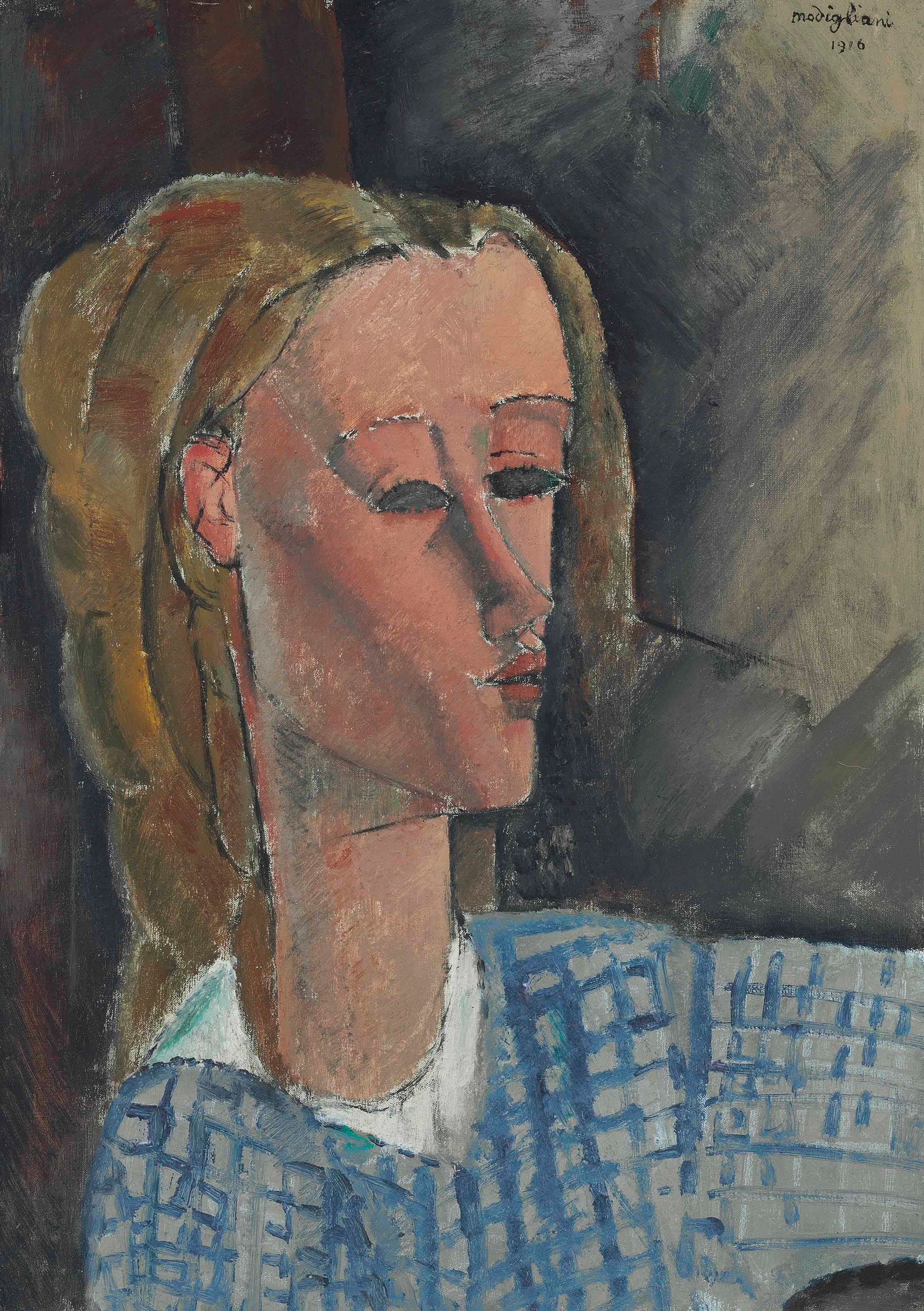
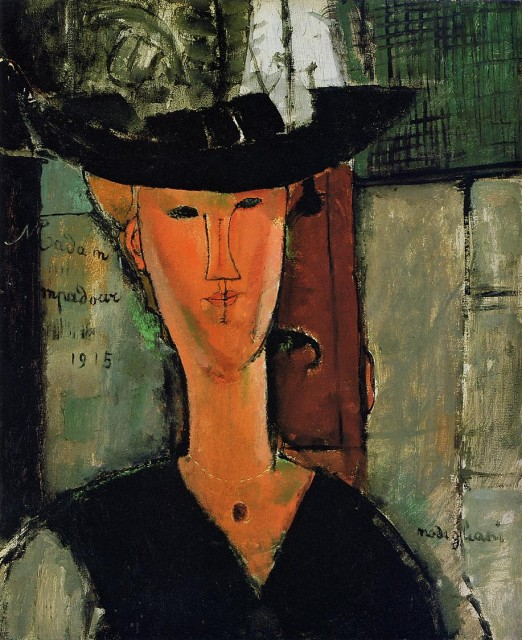
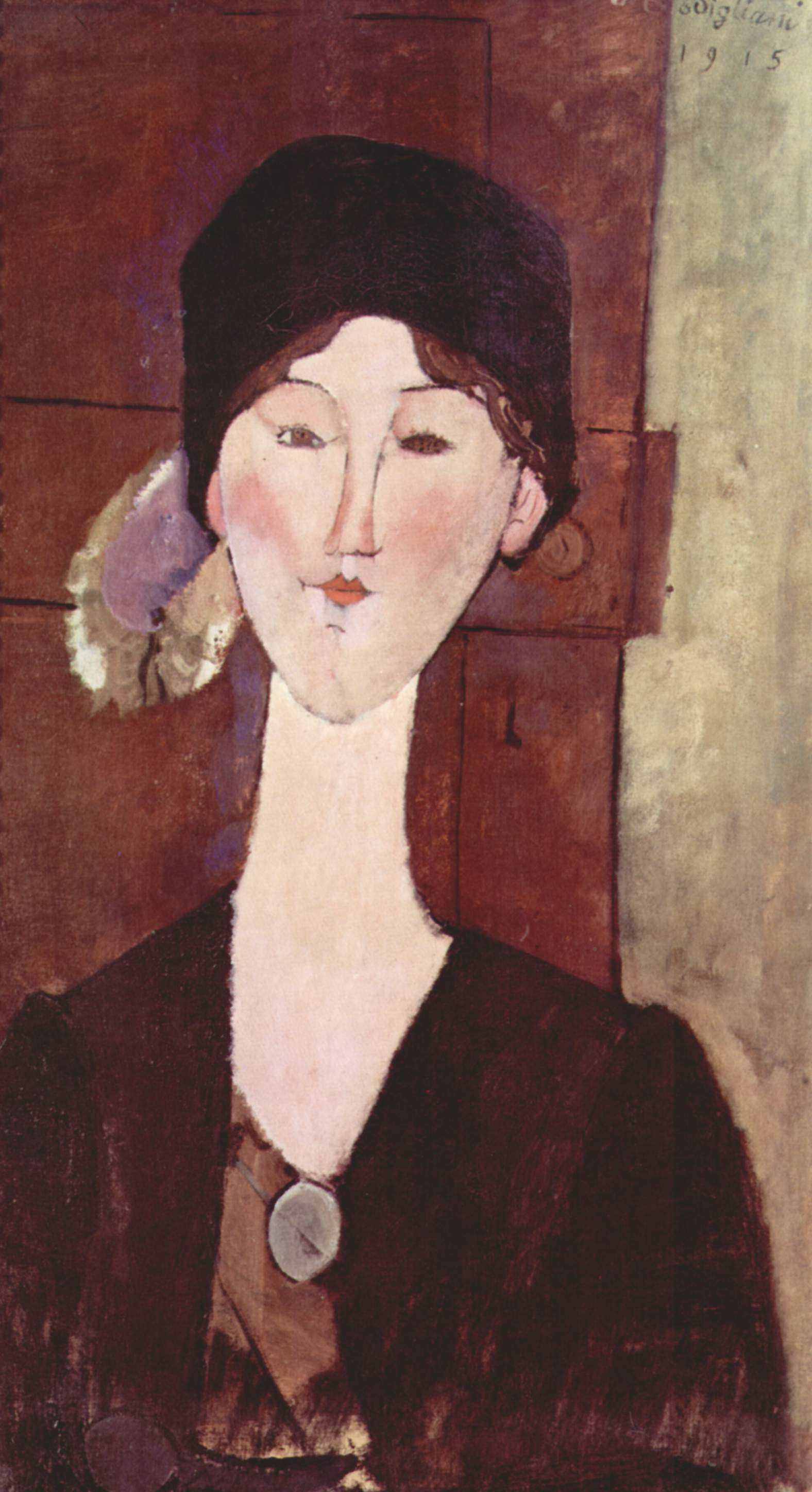

## Werk (selectie)
- Woman's Worst Enemy - Woman, 1909
- The Maids' Comedy: A Chivalric Romance in Thirteen Chapters, 1911
- The Old "New Age"—Orage and Others, Blue Moon Press, 1935
- Defence of Madame Blavatsky deel 1 en 2, Worthing, Hastings Press, 1937